# アロマテラピー

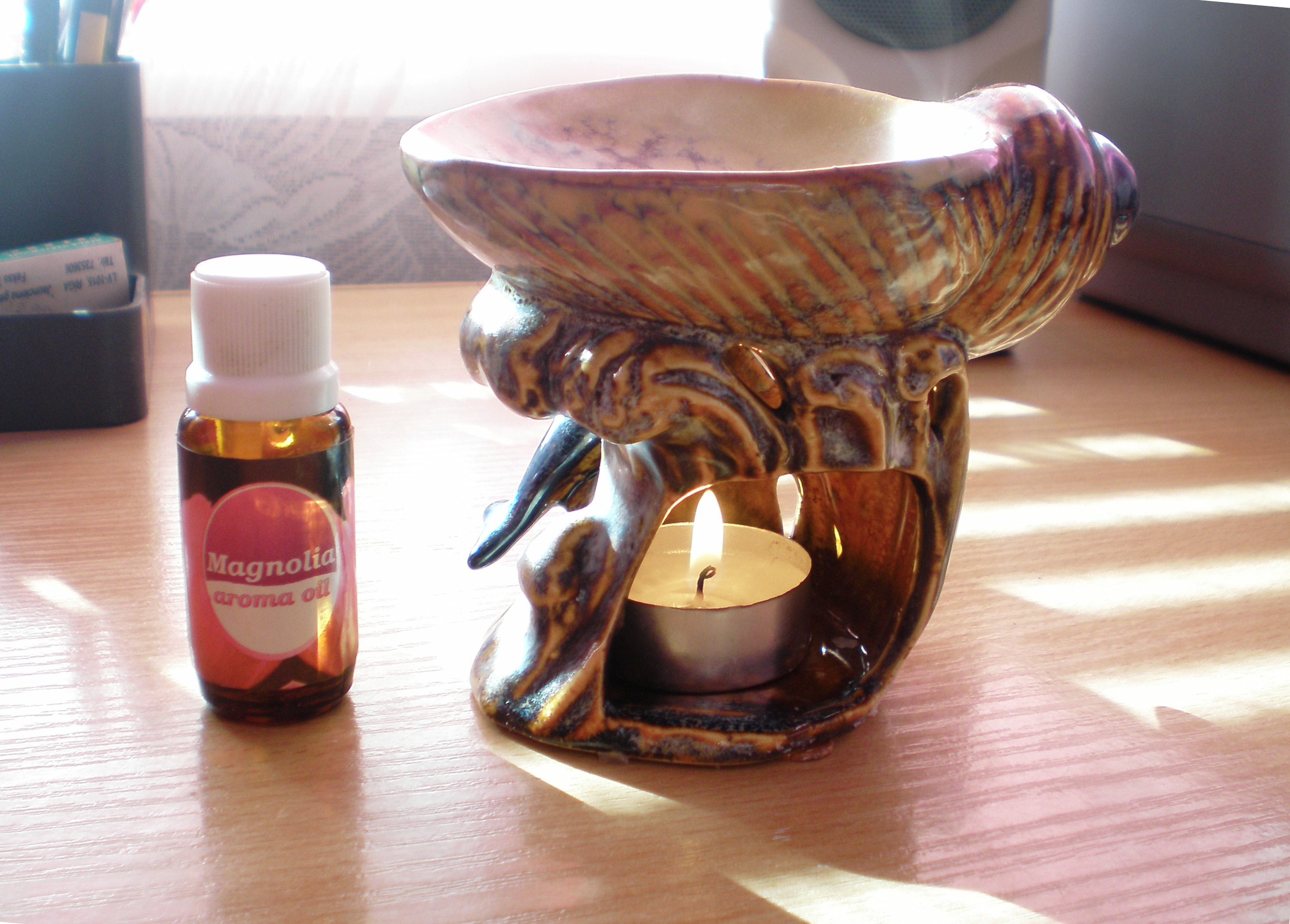
精油の瓶とディフューザー

アロマテラピー（仏: aromathérapie）またはアロマセラピー（英: aromatherapy）は、一般的には、精油（エッセンシャルオイル）、または精油の芳香や植物に由来する芳香を用いて、病気や外傷の治療、病気の予防、心身の健康やリラクゼーション、ストレスの解消などを目的とする療法である。
実際、人に医療行為や美容を施すには、医師免許や美容師免許が必要となる。
芳香療法、香料治療とも。実際様々な方法で用いられている。ムード作りのインテリアの一種としても使われている。使用される精油は植物に由来する揮発性の油で、それぞれ特有の芳香を持ち、生物活性が科学的に認められるものもある。
精油を使った医療は、アラビアやヨーロッパで昔から行われている伝統医学・民間療法のひとつである。1990年代以降世界的に普及した。ストレス、うつ病、不安、睡眠の質、月経困難症、女性の性欲の刺激、疼痛にに有効であるとシステマティック・レビューにより示され（がんの疼痛は緩和しないようである）、殺菌作用を持つ精油は、石鹸などに配合されたり、歯科などでも模索されている。現代では、自己管理の健康法としても用いられている。

## 概説
精油を用いるアロマテラピーは、植物療法あるいはハーブ医学から派生したもので、錬金術と深く関係して発展した。アロマテラピーという言葉は、1930年頃にフランスの調香師・香料研究者のルネ＝モーリス・ガットフォセが、アロマ（芳香）とテラピー（療法）を組み合わせて作った造語である。ガットフォセのアロマテラピーは、香料を使った療法であったが、その治療効果に香りは関係なかった。また彼は、近代科学を疑う自然運動家ではなく、アロマテラピーを一つの新しい見込みのある療法として医者に推奨していた。日本には、江戸時代に西洋医学が伝わった際に、精油を用いた医療が伝わり、蘭方で精油が薬として利用された。「アロマテラピー」の呼称では、1980年代に「イギリスからの自然派美容マッサージ」という形で導入されたため、現在の日本では医療という認識は薄い。
日本語では芳香療法と訳されることが多いが、元々は精油を薬剤として用いる薬物療法を指しており、フランスでは現在もこの意味で使われる。イギリスに伝わって精油を使った美容法などが「アロマセラピー」と呼ばれるようになり、のちに精油の香りを嗅いで体と心を癒す感覚療法（嗅覚療法）、リラクセーション法なども含まれるようになった。アロマテラピー（アロマセラピー）の定義はあいまいかつ多様である。
現在日本では、広くはアロマコロジー（芳香心理学）、美容を目的とする行為、ただ精油の香りを楽しむ行為なども含まれる。日本では精油業者や美容業界の主導で広まり、趣味や美容法、リラクゼーション法の一種として、女性を中心に人気を得ている。医療の分野では補完・代替医療のひとつとして知られる。病気の予防、通常の治療の補助的療法として利用され、介護や看護の場面で行われたり、病室の環境改善に用いられることもある。発祥の地であるヨーロッパでも、治療の主な手段となることはほとんどない。精油の医学的利用の研究者は少ないが、2009年には臨床研究は徐々に増えてきているとも伝えられる。
ティーツリーなどのいくつかの精油は抗微生物活性が認められているが、真菌、細菌、ウイルスに対する臨床研究は依然として十分ではない。
一般書籍でいわれる精油の効能は、科学的に証明されていないものが多い。
また、精神に関わる形而上学的な領域にも取り入れられたため、精油を植物の精髄である神聖な医薬品とみなしたり、他の伝統医学の理論を援用し、心身だけでなく魂の健康を目指すスピリチュアルな施術者もいる。

## 名称・分類
アラビアやヨーロッパでは、伝統的に精油が医療に用いられていた。1930年頃にフランスの調香師・香料研究者ルネ＝モーリス・ガットフォセが、精油を使った療法を「アロマテラピー」と名付け、1937年に精油の医療面での利用に関する本Aromathérapie – les huiles essentielles hormones végétales を刊行した。「アロマ」は「芳香」（ギリシャ語：ἄρωμα, ラテン語：arôma）、「テラピー」は「療法」（ギリシャ語：θεραπεία, ラテン語：therapeia）で、「アロマテラピー」はこのふたつを組み合わせた造語である。英語では「アロマセラピー」（英: aromatherapy）となる。医学博士の鳥居鎮夫は、「精油という芳香物質を使った療法」を、「香りを嗅ぐことによって病気を治す療法」を意味するアロマテラピー（芳香療法）と呼ぶのはおかしいが、おそらく香料の専門家であったガットフォセは、薬用植物の中で特に芳香性植物から抽出した精油の効能を取り扱うことを強調したのであろう、と述べている。「アロマ」は感覚をあらわすと同時に、実体ある芳香物質（芳香化合物）を意味している。「アロマテラピー」は感覚療法であると同時に植物療法（薬物療法）でもあり、非常にあいまいな用語である。そのため香りの心理効果や芳香物質の薬理効果の研究の際に、アロマテラピーという用語を避け、アロマコロジー（芳香心理学）、アロマトロジー（芳香物質学）という言葉が使われることもある。フランスのアロマテラピーでは、精油の薬理効果に重きを置き、香りは注目されない。精油の香りによる療法は、フランスではアロマテラピーと区別され、オルファクトテラピー（嗅覚療法）と呼ばれ、精神疾患や神経系疾患を治療するために利用される。

### 時代による定義の変遷
鳥居鎮夫は、アロマテラピー（アロマセラピー）の定義は時代によって変遷があると指摘している。また、国によっても意味は異なる。
1. 精油を使って病気を治す技術
2. 精油を体内に取り込む技術
3. 精油の香りを嗅いで体と心を癒す技術

フランス語の「アロマテラピー」は、「精油を使って病気を治す技術」を意味した。フランスでは医療として医師が行ったが、伝播したイギリスでは主に美容目的で行われ、アロマセラピスト（香料治療師）は医者ではなかったため、「病気を治す」という表現を避け、「精油を体内に取り込む技術」とされた。時代が下るとイギリスなどでは、これに「精油の香りを嗅いで体と心を癒す技術」といった意味が加わった。前の2つは精油の薬理作用を基礎とする定義であり、最後の1つは嗅覚刺激によるものである。アロマテラピー（アロマセラピー）は、時代や国、業界によって、意味するところが異なる。日本では、自然の香りを楽しむ森林浴などもアロマテラピーに含むこともある。
現在では、美容を目的としエスティックサロンなどで行われる「エステティック・アロマセラピー」と、病気の治療や予防、症状の緩和を目的とし、医療、看護、介護で行われる「メディカル・アロマセラピー」の2つの領域に大別される。日本では最初、「エステティック・アロマセラピー」はイギリス、「メディカル・アロマセラピー」はフランスの影響を受けたものが広まったといわれる。日本の医療では、民間の「アロマテラピー」との混同を避け、「アロマセラピー」と呼ぶことが多いが、フランス系（大陸系、医療系）が英語で、イギリス系（美容系）がフランス語でよばれていることになる。

### 現在の欧米での分類
生化学者のマリア・リサ・バルチンは、近年欧米では、アロマセラピー（芳香療法）、アロマトロジー（芳香物質学）、アロマコロジー（芳香心理学）の3種類に分類されていると述べている。
アロマコロジー（芳香心理学）
芳香物質に関する技術と人間の心理作用、芳香物質の脳への影響と作用の仕組みの究明を主な目的とする。人間の感情・情動だけでなく、行動によい影響を与える香りの立証も目指す。名称は、1982年にSense of Smell Institute（SSI、嗅覚研究所）によって提案された。
アロマセラピー（芳香療法）
「アロマテラピー」ではなく「アロマセラピー」と呼ばれる。SSIの定義では、心身の不調に対する植物芳香療法である。精神的な障害（慢性抗うつ病など）の軽減も目指す。
アロマトロジー（芳香物質学、芳香物質療法）
精油（芳香物質）を体内に取り込むことを主眼とする療法で、イギリス以外のヨーロッパで従来一般的なアロマテラピーを指す。日本でフランス系、医療系アロマテラピーと呼ばれるものに重複する部分が大きい。内服、坐薬、膣内への利用などもあり、医師や有資格のハーバリストが行う内科的方法だが、イギリスやオーストラリア、アメリカでは、ハーバリスト、民間資格者、無資格者による施術が安全面・法律面で問題となっている。3〜4.5mlもの精油を原液で皮膚に塗布するような激しい療法もある。
このように、補完・代替医療としての「アロマセラピー」と、アロマトロジー的な意味合いを含めたヨーロッパ大陸型の従来の「アロマテラピー」は、かなり趣が異なる。補完・代替医療としての「アロマセラピー」では、「治療」より「癒し」に重きが置かれる。

### スピリチュアルな癒し
精油の医療への利用は、第一次世界大戦時にフランスのガットフォセなどにより再評価され、精油の薬効の科学的研究が行われた。それと同時に、精神に関わる形而上学的な領域にも取り入れられた。アロマテラピーを世界的に流行させるきっかけになったロバート・ティスランドは、中国思想や西洋占星術の影響を受けており、その著作にはニューエイジ的な神秘思想が見られる。ヨーロッパの錬金術では、蒸留により植物から精髄（クィンタ・エッセンチア、第五元素、エーテル）として精油の抽出を目指しており、現在でも精油を植物の力や波動を宿す神聖な医薬品と見なす考え方がある。アロマセラピストには、花の「活気」（バイブレーション、振動という言葉も好まれる）は、化学的な方法では殺されてしまうが、錬金術師が第五元素（エーテル）を抽出するために用いた水蒸気蒸留法で精油を抽出すれば保つことができると信じる人もある。
ヴェルナーは、中世ヨーロッパの錬金術への憧れは、近代医学に対する不満とニューエイジの神秘思想からきていると指摘している。ヨーロッパ伝統医学における占星術的な身体観（獣帯人間）や植物の解釈、アーユルヴェーダ（インド伝統医学）のチャクラや中国医学の五行といった理論、宝石療法や波動理論などを取り入れた、スピリチュアルな癒し（心霊治療、波動療法、エネルギー療法）としてのアロマテラピーもある。精油を使って心身だけでなく魂、サトルボディ（微細身、エネルギー体、霊体）の健康を目指すスピリチュアルな施術者もいる。ただし、スピリチュアルな解釈を重視し科学的研究を軽視または無視する施術者も存在するため、精油による中毒や副作用などの問題が起こる可能性もある。
ドイツの神秘思想家ルドルフ・シュタイナーの世界観を背景とし、西洋医学に基礎を置いた代替・補完療法である人智医療（アントロポゾフィー医学、シュタイナー医学）・看護は、1900年代初頭にスイス・ドイツを中心に発展したが、このケア技術の一つに精油を用いた療法がある。リズミカルマッサージを前身とするリズミカルアインライブング（独語：Rhythmishe Einreibung）と呼ばれる療法は、「アロマオイルや軟膏を定型フォルムに添ってリズミカルにケアリングタッチで皮膚に塗擦するケア」で、シュタイナーと協働していた医師イタ・ヴェーグマンが創始した。その源流はスウェーデン式マッサージにあるとされているが、マッサージと異なり、筋肉を揉みほぐすのではなく主に軽擦法を用いてオイルや軟膏を皮膚に塗布しなじませることを主眼とする。加えてリズミカルな手技によって人間の自然治癒力の回復を促すケア技術であるといわれている。「四構成要素モデル」（人間を自然界の四つの基本存在の特質である物質（鉱物）・生命力（植物）・心（動物）に加えて精神を持つホリスティックな存在と考える）と、「三層構造モデル」（人間を「頭部：神経 - 感覚システム」「胸部：リズムシステム」「腹部：四肢 - 代謝システム」の三層の機能モデルで捉えて、健康とは「両極のバランス維持」であり、中間にあるリズムシステムが両極の調和を図ると考える）という人智医療の理論に基づいている。痛みの緩和や呼吸の改善、健康感上昇、信頼感・安心感の形成、集中力強化などの効果があるとされ、また「共に癒されるケア」「看護の質を耕すケア」「孤独を癒し愛を伝えるケア」としての可能性を持つケア技術でもあるという。

## 精油
アロマテラピーで使われる精油は、花、茎、幹、根、樹脂、果皮などを水蒸気蒸留することで得られる揮発性の油である。油脂ではない。低温圧搾（柑橘類のみ）で抽出されたエッセンスや溶剤で抽出されたアブソリュートは、揮発しない成分を含み、厳密には精油ではないが、おおざっぱに分類すれば精油と呼ばれる。主に食品業界で香料として利用され、香水や化粧品にも用いられる。ほとんどの種類の精油は食品添加物として認証を得ているため、動物実験で毒性が確認されている。疎水性であり、ビタミンCなどの水溶性成分は含まれない。100-250種類程度の芳香化合物（芳香分子）からなるものが多いが、ローズウッド (クスノキ科)やクラリセージのように、数種類の芳香化合物で構成されるものもある。
抗菌、抗真菌、抗微生物作用などがみられる精油もある。精油の薬理効果は、アルコールやエステルといった各成分の薬理効果が重複しており、成分の相互作用について不明な点も多く、その作用を特定することは容易ではない。原料植物の精油成分の含有量は、地域や生産年、抽出部位によって違いがあり、業者によって原料量・蒸留器具・蒸留時間も異なるため、同じ植物の精油でも、製品によって成分の含有量に違いが見られる。理学博士の荘司菊雄は、アロマテラピーに用いる精油には、「抽出植物名（学名）、抽出部位、産地、ロットごとの分析表」が不可欠であると述べている。しかし、農家から精油の買い付けをするアロマセラピストの中村あづさアネルズは、商品として販売される精油は、ラベルの名称と中身、成分分析表が違うことがあり、明らかに香りがラベルと異なる場合もあると指摘している。そのため薬剤師・翻訳家の林真一郎は、成分分析表は重要なものだが、この有無だけでアロマテラピーに適しているか判断することはできないと述べている。なお、医療に使われるほど高品質な精油であるとして、「医療グレード」「セラピーグレード」と呼ばれる商品があるが、このような規格はなく、ただの造語にすぎない。

### 精油の作用・研究
精油が心身に働きかける経路は、次の3つがあると言われる。
- 気化したものを吸入し、嗅覚刺激として中枢神経系に働きかける経路（吸入した場合、肺から血液にも溶けこむ）
- 皮膚に精油を塗った場合に、皮膚を通過して血流に乗り体内に入る経路
- 経粘膜投与（経直腸、経膣投与、うがい液としての使用）、経口投与で、胃や腸などの粘膜から吸収されて血液に溶け込み、全身へ行きわたる経路

精油は数十から数百の揮発性化合物の混合物であり、ひとつひとつの成分がどのように人体へ影響するのかを追跡するのは容易ではなく、人体への影響の詳細は不明な部分が多い。同じ精油・同じ薬理成分でも、使用法の違い、精油が吸収される経路の違いによって薬理作用は異なり、人体に与える影響はかなり異なることが分かっている。例えばサンダルウッドの精油は、吸引すると刺激作用が、マッサージに用いると鎮静作用が見られた。内服を除いて、どの方法でも人体に吸収される精油はごく微量である。
精油を吸入した場合、におい分子が嗅覚器で神経インパルスに変換されて脳に伝わり、心身に影響を与える。嗅覚は感情に密接に結び付いた、基本的な感覚である。蒸散した精油の芳香成分は鼻で感知され、嗅覚刺激として視床下部から下垂体にかけた領域、いわゆる大脳辺縁系に到達する。大脳辺縁系は、脳の中でも原始的な部分であり、扁桃体と海馬が神経インパルスにより活性化するが、この2つは記憶、性欲、感情、想像力の中枢であることがわかっている。（匂い情報の脳への伝達、脳への影響の詳細は解明されておらず、煩雑になるため省略する。）香りの吸入で、体内に変化が起こり、血圧の変化など複数の生理反応が誘発される可能性がある。心理面への芳香の影響の研究は、1983年から嗅覚研究所（SSI）とエール大学の共同研究が行われた。
アロマ・マッサージでは、精油はわずかに経皮吸収され、血液に溶け込むと言われる。ただし、生化学者のマリア・リサ・バルチンは、精油を植物油で希釈してマッサージを行った場合、ほとんどの精油成分は経皮吸収されずに、皮膚に残留する可能性が高いと述べている。
アラビア・ヨーロッパでは、古くから精油が治療に用いられてきた。ヨーロッパで精油が効果を発揮するメカニズムの研究が進められているかというと、必ずしもそうではなく、かつての漢方薬同様、効果や適応は伝承や経験による部分が大きい。用法や安全性に関する検証も、十分には行われていない。
聖路加看護大学の鈴木彩加・大久保暢子は、医学中央雑誌におけるアロマテラピーに関する150の論文（1983年 - 2008年6月）の内、精油の種類が記載されていない又は詳細不明のものが20件あり、実験研究は6論文と少なくアロマテラピーの有用性を示すには十分といえないと指摘している。アロマテラピーはランダム化比較試験の実施が極めて難しく（香りがすれば被験者にも分かってしまうため）、また主に医療の補助的手段として用いられるため、単体でははっきりした結果が得られないことも多い。精油の偽装が広く行われているため、臨床研究で使用された精油が100%天然でない、または材料植物が表示と異なる可能性も否定できないなど、評価が難しい面がある。不十分な研究や個人的な経験がエビデンスとして取り上げられることもあり、質の高い臨床研究と、そのための研究デザインの作成、使用される精油の質・材料植物の品種の保証が必要とされている。
医療では、看護師ががん患者や妊産婦に対して、睡眠促進、浮腫の軽減、筋肉の緊張の緩和などの目的で行っている。精油を用いたマッサージや足浴などが、浮腫や不眠等の症状緩和に有効なことは経験的に認められており、活用されているが、エビデンス確立には至っていない。
アロマテラピーの書籍や民間資格でいわれる精油の効能は、ハーブや精油の民間療法の伝承がベースであるものも多く、広く知られた効能でも科学的根拠が存在しない「都市伝説」のようなものもある。古いイギリスの本草書などにあるハーブ療法で、チンキ（水溶性・油溶性成分を含む）やティー（水溶性成分を含む）の形で使われた情報を引用している場合もあるが、精油には水溶性成分が含まれないため、ハーブの効能をそのまま利用することはできない。また、生化学博士のマリア･リス･バルチンは、コモン・ラベンダー（Lavandula angustifolia）やテンジクアオイ属の通称ゼラニウム（Pelargonium graveolens）の精油は、別の植物の効能などが間違えて引用され、情報が混乱していると指摘している。精油販売業者が無根拠な薬効を主張することもあり、世界中で精油の連鎖販売取引（マルチ商法）を行うヤングリヴィングとドテラは、医薬品として認証されていない自社精油を、エボラ出血熱などに治療効果があると主張して販売したとして、2014年にアメリカ合衆国の政府機関・アメリカ食品医薬品局（FDA）から警告を受けている。

### 毒性・香害・中毒
精油は高濃度かつ複雑な化合物であり、使用には注意を要する。毒性については、自然由来であるためまったく副作用がないと言われており、または使用をやめればすぐに副作用の症状は治まると考えるアロマセラピストも存在するが誤りである。
しかも低年齢層、特に乳幼児への精油の使用は危険で呼吸器疾患などのリスクがある事がわかっており、近くで使用するだけでも問題と言われている。気道感染を起こした幼児がミント精油などに含まれるメントール（ハッカ脳）入り軟膏を治療に使用したところ、多くの症例で呼吸器に強い痛みが生じ、少数ではあるがチアノーゼも認められた。
また精油香害として感じる人も少なくなく、アレルギー等を引き起こす精油の感作作用が大きな問題となっており、以前は安全と考えられたティーツリー精油による接触性皮膚炎も報告され、日本ではラベンダー精油の陽性率が増加している。アトピー性皮膚炎の患者では、精油を使用するマッサージで最初問題がなくても、時間を置いて再びマッサージを行うと、湿疹が悪化する例があったが、これは感作が起きたことが原因と考えられている。アロマセラピストの皮膚炎も増加している。低温圧搾法で得られた柑橘系精油に含まれるリモネンは、短期間で酸化し感作物質に変化し、また光毒性を持つフラノクマリンが含まれるため、皮膚への塗布はふつう行われない。
精油の中毒例は、シネオールを含有するもので特に多い。ユーカリ精油で3.5mlという少量の内服で死亡例が複数報告されている。
現在ヨーロッパでは、2002年欧州指令により、精油は使用条件と警告をラベルに記載するよう義務付けられている。またナノテクノロジーの進化で精油のマイクロカプセル化の技術が確立し利用法が多様化し、様々なものに添加されるようになったことで、精油の毒性リスク、感作のリスクは増大している。欧州連合（EU）では、欧州における新しい化学品規制REACH（REACH規則：Registration, Evaluation, Authorisation and Restriction of Chemicals）が、2008年から運用されており、精油を含む香料も対象となっている。ラベンダーなどの一部の精油が、アレルギーを引き起こす可能性があるなどの理由で規制対象となっており、将来的に「内服または吸入した場合、死亡する可能性がある。」という警告ラベルが義務付けられる可能性がある。
精油と医薬品との相互作用も指摘されている。例えば、降圧剤にはグレープフルーツジュースを一緒に摂取することを禁止しているものがあるが、柑橘系精油にも含まれるフロクマリンの1種との相互作用のためである。医薬品との相互作用の研究と、その危険性の周知が必要とされている。

### ペットの中毒事例
近年「アニマル・アロマセラピー」「アニマル・アロマ」などの呼び名で、ペットの治療やノミ取りに精油を使うことが流行し、それに伴いペットの中毒事例が報告されている。アメリカ獣医師会雑誌に収録された論文では、犬猫におけるティーツリー精油による中毒事故が443件（2002 - 2012年）報告されている（データはthe ASPCA Animal Poison Control Center databaseによる）。中毒を起こした精油の量は0.1mL - 85mLであったが、最小量の0.1mLは、精油1滴を平均で0.05mLとしてもわずか2滴である。
動物は食性の違いによって、化学物質の代謝や分解能力に違いがあり、一般的に、草食動物に比べて肉食動物は代謝酵素が少なく、精油などの脂溶性物質の代謝能力は低いとされている。ペットとして飼われる動物では、肉食動物の猫やフェレットは、遺伝的に精油の代謝能力が特に低いことがわかっている。「アニマル・アロマセラピー」は、草食動物である馬に対する精油の使い方が基本にあり、人間用の処方がそのまま犬・猫に利用されている場合も見うけられる。

## 方法
精油が人体に影響を及ぼす方法は、精油を吸入した場合に、嗅覚刺激として脳に伝わり心身に影響を与えるものと、外用・内服することで血管に入り、全身を巡るものがある。前者は精油の芳香による感覚療法、後者は精油の薬理作用を利用した薬物療法である。マッサージなどの手段に補助的に精油を用いるものもある。
薬物療法的なもの
- 精油原液の塗布、内服

感覚療法的なもの
- 揮発した精油の吸入
- 精油のにおい分子を拡散させるディフューザーなどを用いた芳香浴

他の方法に補助的に精油を用いるもの
全身浴・部分浴といった入浴、精油を植物油で低濃度に希釈して行うアロマ・マッサージ。マッサージなどの主となる手段に、精油の芳香による影響や皮膚への作用が加わり心身に影響する。
精油の内服は日本ではほとんど見られず、世界的にも少ない。日本では、医療にアロマテラピーを取り入れるフランスで内服が一般的に行われると思われているが、薬剤師でアロマテラピー専門書の翻訳を行う林真一郎は、フランスでも内服用に精油を処方する医師は10人もいないのではないか、と指摘している。またフランスなどの一部の病院で、精油を植物油で希釈したものを座薬、浣腸剤、膣に利用することもある。これらの利用は危険が大きく、安全面・衛生面の懸念もあり、医師以外の施術が問題となっている。

## 医療用途

### システマティック・レビュー
システマティック・レビューは、医学的根拠を報告する質の高い研究が存在するかどうか、結果はどうかということを包括的に評価することである。
健康な大人のストレス緩和では、5つのランダム化比較試験 (RCT) があり、そのメタアナリシス（データ結合分析）では、アロマの吸入がストレス管理に影響を示しているが、研究規模が小さいため結論は強固ではない。不安症状がある人々に対して、16のRCTが見つかり、有効であるため治療として利用するのに推奨できる。うつ病に対して、12のRCTがあり、手法は香りの吸入、あるいはアロママッサージであり、証拠の質が低いものも含まれるが、概して抑うつ症状の緩和に有効である可能性が示されており、吸入よりマッサージの方が効果が高そうである。12のRCTがあり、睡眠の質を改善するようである。
2018年のシステマティックレビューは、月経困難症に有効であった。2018年のシステマティックレビュー、閉経後の女性の性的欲求の低下に対して、ラベンダー、ネロリほかがこれを高めていた。同じく有効とする2017年のレビューがある。
疼痛の管理に対するアロマテラピーのメタアナリシスは、アロマテラピーが、術後疼痛と産婦人科における疼痛に最も効果的であり、疼痛の軽減に利用できるとした。別のシステマティックレビューは、術後の疼痛に関して、9つのRCTがあり、5つが有効、残りは無効であり十分な証拠があるとは判断できないと結論した（これでは20人の試験と120人の試験が同等となってしまうため、メタアナリシスの方が合理的である）。がんの疼痛は緩和しないようである。2017年のシステマティックレビューは、熱傷（やけど）の付属症状に対するアロマテラピーの使用の4つのRCTがあり、痛みと不安を軽減する2つ、疼痛のみ軽減する1つなどだが、被験者が少なく結論には不十分とした。術後の吐き気嘔吐に対して、全体的に偽薬と同じ程度であり、また証拠の質が限られておりこれは不確実な結論である（効果はなさそうで十分な証拠でもない）。
2009年、高血圧に有効だという証拠はランダム化されていない研究であり、適切な設計を行った試験が求められる（つまり証拠不十分）。

## 問題
毒性以外の問題について述べる。

### 精油の偽装とその危険
多数のアロマテラピーの専門書を翻訳した高山林太郎は、精油の流通量は生産量を大きく上回っており、天然の精油に、別の安価な精油や合成物質を加える「偽和」という偽装行為が広く行われていると指摘している。精油の真偽の判定は、ガスクロマトグラフィーという手法で行われ、装置はガスクロマトグラフという。天然精油を正確に分析できるガスクロマトグラフを所有する会社や大学は、ごく少数である。
アロマテラピーに偽和された精油が用いられた場合、純性の精油では見られない反応を引き起こしたり、感作性を高める恐れがあり、治療効果が期待できないだけでなく、100%天然の精油であっても、アレルギー反応等の症状は起こる可能性があり危険性が指摘されている。
精油取引や精油の製造、成分分析に30年以上携わっていたTony Burfieldは、精油の粗悪品に関して生産者と販売者が一方的に悪者扱いされるが、高い品質を求めながら、市場価格を下回る精油を要求しているのは消費者自身である、と指摘している。現在の風潮では、誠実な製造業者・販売業者が生き残ることは不可能に近く、実際その多くが倒産している。現在精油の業界は、巨大で強力な一握りの国際的企業に支配されている。こういった企業のバイヤーはしばしば、不可能なほど安く原料を手に入れようとし、生産者が存続できるだけの利益すら認めようとしないという。
2013年には、精油を商材として国際的に連鎖販売取引（マルチ商法）を展開するアメリカの企業ヤングリヴィング（英語: Young Living）と、同業他社のドテラ（英語: doTerra）との間で訴訟合戦が起こり、その過程でオーガニック・100%天然とされたヤングリヴィングの精油の検査結果が偽装されており、両社で精油に合成物質が添加され偽和されていたことが明らかになった。

### 現代医療との併用
近年、通常の療法と代替療法を併用すると逆の効果が現れるという報告が増加している。医師が、患者がアロマテラピーを別に受けていることを知らない場合が多く、問題が起こる可能性がある。

### アロマセラピスト
アロマセラピストとはアロマテラピーを行う治療者と考えられるが、アロマテラピーを定義することと同じく、アロマセラピストを定義することは困難である。英米や日本では公的な資格がないため、ごく短い教育しか受けていなかったり、十分な知識を持っていなくても自称することができる。リラクセーション目的でアロマテラピーを行う非医療従事者も多数存在するが、その知識、技能には大幅な差がみられる。また、アロマテラピーの学校や講座も数多くあるが、値段が高い講座の教育水準が、必ずしも高いとは限らない。生化学博士のマリア･リス･バルチンは、科学的、学術的研究に興味を持つアロマセラピストは非常に少なく、完全に否定するセラピストもいると指摘している。ヴェルナーは、アロマセラピストの精油の説明には単純な間違いも多く、「多くのアロマセラピストは事実上、科学を理解していない」と指摘している。ニューエイジとの関係からか、占星術や宝石療法、レイキなど、スピリチュアルな要素を組み合わせて行うセラピストも存在する。アロマセラピストの中村あずさアネルズは、マッサージの上手なアロマセラピストは多いが、精油をよく知り顧客に合わせて選択・ブレンドできるアロマセラピストは数少ないと述べている。なお、日本ではマッサージを行うにはあん摩マッサージ指圧師の免許が必要であるが、アロママッサージを行っているセラピストが必ずしもあん摩マッサージ指圧師の免許を保有しているわけではない。消費者庁によれば「リンパ・オイル・アロママッサージ」による健康被害が報告されている。無資格マッサージ士問題も参照。
なお、フランスで「アロマテラピスト」を名乗ることができるのは医師のみであり、精油の知識を持つ医師を指す。そのため、日本や英米と異なり、医師免許を持たないアロマテラピストは存在しない。アロマテラピストの数は非常に少ない。

### 非論理的・非科学的・神秘的な主張
アメリカの心理学者L・マカチョンは、アロマセラピストの効果に関する主張は「原因を混同し、あいまいで、疑わしいもので、科学的に根拠付けられていない」と完全否定している。また、アロマセラピストの「お香は空気から消極的な精力を洗い流す」「安息香が悪霊を追い払う」などの主張を挙げ、その実体のなさを揶揄し、「心身のハーモニーやバランスの回復」に役立つといえば、どうとでも解釈できるので、無意味な発言であると述べている。また、アロマセラピストは「と思われている」「と言われている」と頻繁に口にするが、実際はどうなのかと問いかけてる。

### 精油原料の乱獲と自然破壊
歴史的にみて香料植物の多くは高額で取引され、王侯貴族などの富裕層に愛好されてきたが、そもそも香料植物の多くは稀少なものである。その上、精油は植物を蒸留するなどして作られるため、原料として大量の香料植物を必要とする（バラの場合約5tの花から精油1kgが採取され、収率は0.02%。柑橘類は、果実に対して収率は0.2 - 0.5%程度である）。香料需要の拡大やアロマテラピーの普及で、大量の精油が求められることで、精油の原料となる香料植物の乱獲や、大規模栽培による自然破壊が問題となっている。特にローズウッド (クスノキ科)、白檀（サンダルウッド）、乳香（フランキンセンス）など、樹木（香木）から採取する精油は、乱獲や森林伐採の影響を大きく受ける。樹木の成長には時間がかかり、植林などの対応がとられても結果が出るのはかなり先のことになるためである。白檀のように成長が遅い品種では、精油を採取するまで最低30年かかり、採取対象としては60 - 80年を経たものが望ましいとされる。インド政府によって白檀の伐採は管理されており、樹齢30年以下の木を伐採することは禁止されている。ローズウッドは乱獲により絶滅に瀕しており、ワシントン条約のレッドリストに登録されている。乳香を産出する樹は今後50年で90%減少すると予想されており、持続は不可能と考えられている。
また、精油原料が大規模栽培されることで、自然が破壊される問題もある、例えば、ティーツリーは抗菌力に定評があり、過去何度も流行して急速に生産が拡大し、ブームの度合いによって値段が乱高下した。オーストラリアに自生するティーツリーが乱獲されて森が奥地まで切り開かれた。そして、知識のあるなしにかかわらず、大勢の人間がティーツリーの栽培に乗り出してプランテーションが作られ、自然が大規模に破壊された。現在ではプランテーションの管理者も育ち、蒸留や収穫の技術も進化し、持続可能な栽培に取り組む農家もあるが、自然破壊の問題が解決されたわけではない。日本でもアロマテラピーは普及し、精油の消費量は急速に増えているが、環境面の問題はあまり認識されていない。日本アロマ環境協会が表示基準適合精油認定制度を行っているが、成分分析表の提出や環境面への配慮は認定条件に含まれていない。適正価格とは言えないような安価な精油も流通しており、偽和によって水増しされた精油が100パーセント天然と偽って販売されるケースも懸念されている。

### 火災の危険性
アロマテラピーを業務で行っていたエステティックサロン店で衣類やタオルが自然発火を起こす事故が続発し、問題となった。これは精油中に含まれる不飽和脂肪酸などが重合を起こしたり、酸化される際に生じる熱が繊維の断熱性によって蓄積したり、乾燥機にかけて反応が加速し発火点に至ることが原因である。
また京都市消防局は、アロマポットというタイプを使うアロマテラピーで、条件によっては、安定燃焼していたロウソクの炎が異常燃焼を起こし、近くの可燃物に着火し、火災が起こる危険性があるとして注意を促している。

### アロママッサージ店の摘発
アロママッサージの看板を掲げる店舗で、違法な性的サービスを提供したことによる風俗営業等の規制及び業務の適正化等に関する法律（風営法）違反で逮捕者が出ている。近年日本では、中国マッサージ、アーユルヴェーダマッサージ、アロママッサージなどのマッサージに性的なイメージが広まっており、追加料金で違法な性的サービスを提供する店舗が増えている。リラクゼーション目的のアロママッサージ店で、男性客が性的サービスを要求することがあるなど、トラブルも起こっている。

## 歴史

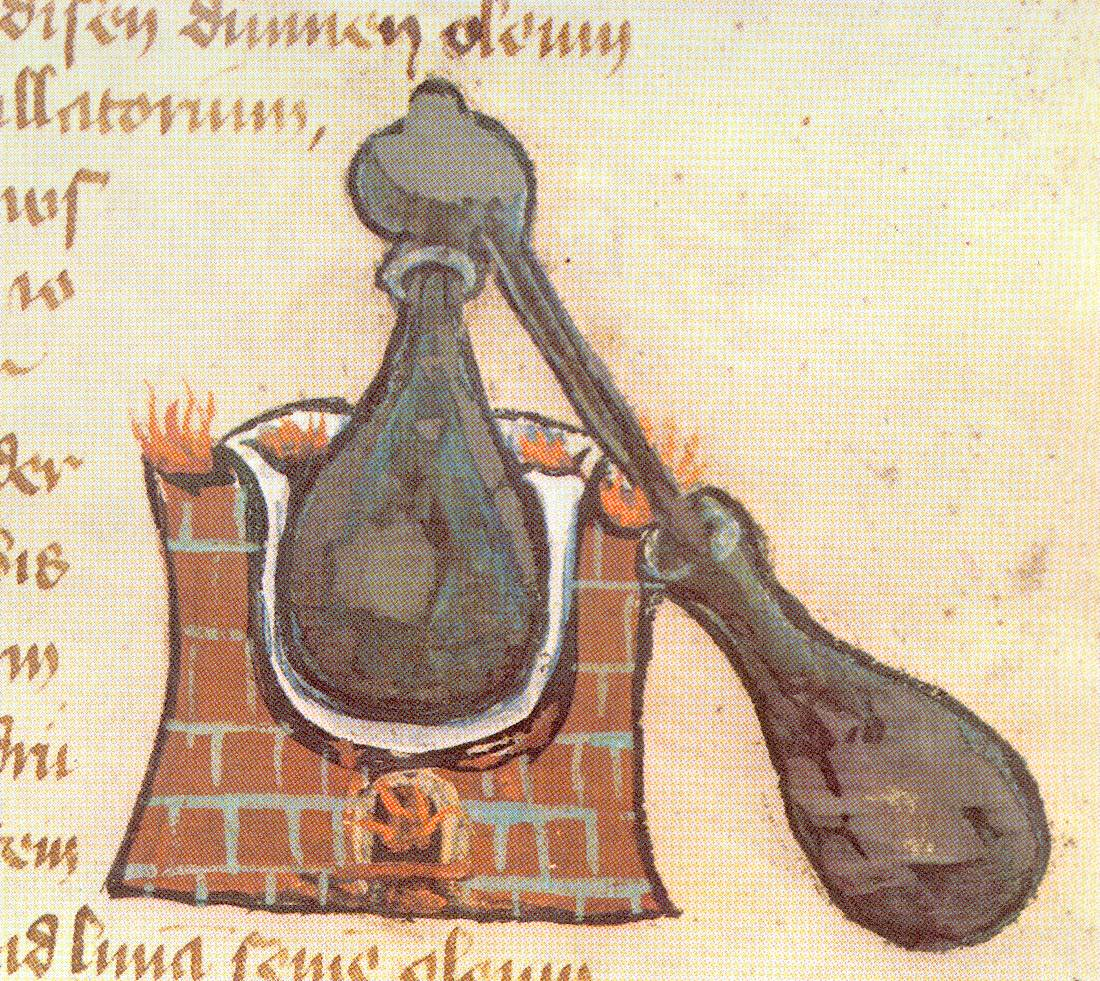
ヨーロッパの古文書に見られる蒸留装置アレンビック。アラビア語「al-anbiq」に由来する。

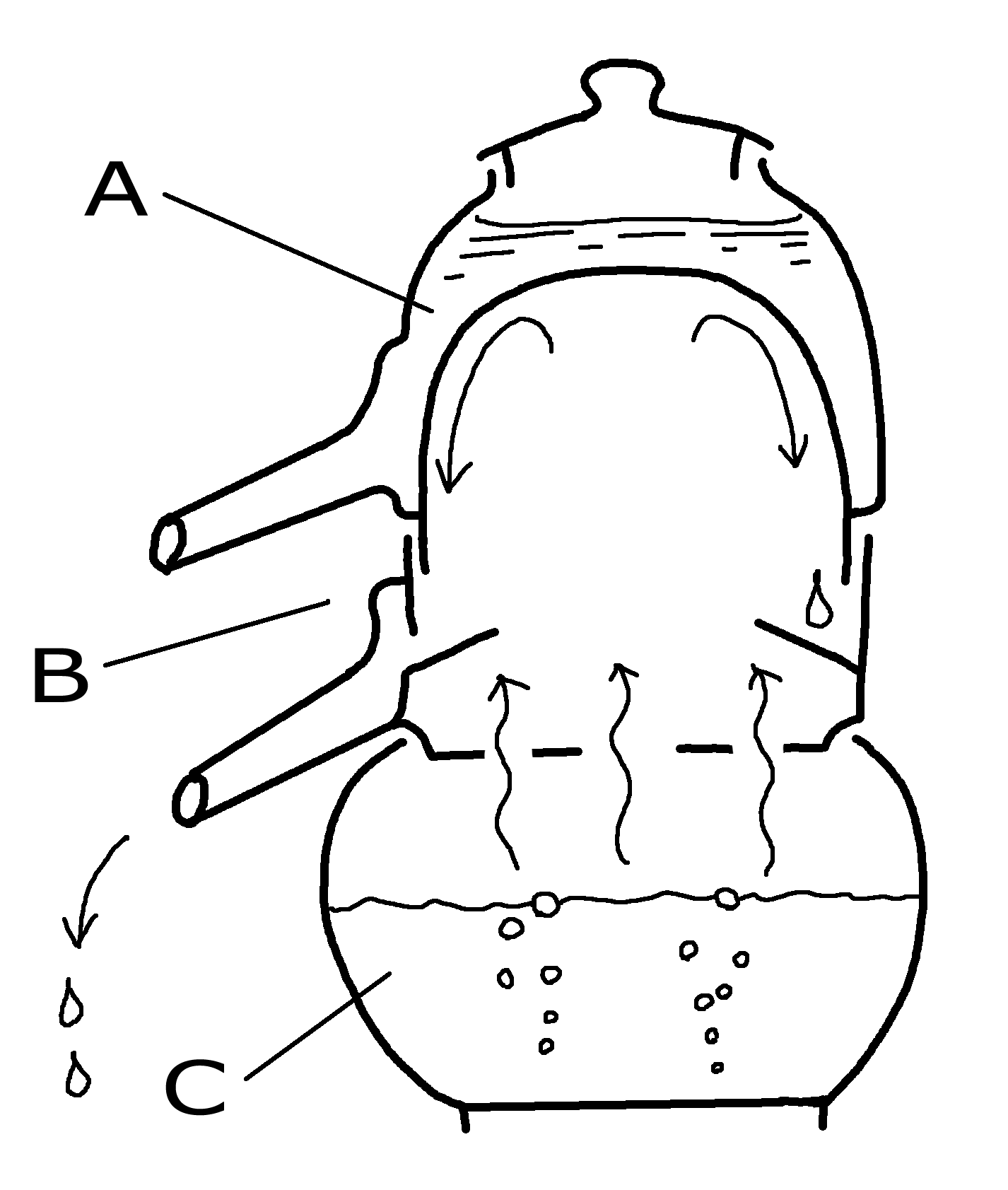
日本に伝来したらんびきの断面模式図

人工香料が作られるまで、香りは全て植物または動物から採られた。古代では、樹脂などをそのままか、またはそれらを混ぜて使った。その後、芳香成分（精油）が動物性・植物性の油に溶けることに気づき、香りを映した香油や香膏（軟膏）が作られ、水にも少し溶けることから、香り水も利用された。「香水」と訳されるperfumeは、ラテン語のper‐fumum（煙を通して、煙によって）に由来する言葉で、昔は固体・液体を総称しperfumeと呼んだ。この節では、芳香成分をアルコールに溶かしたperfumeを「香水」とし、他は「香料」「香油」などとした。

### 概要
香料植物の利用は古代にさかのぼり、焚香料（焼香、インセンス）としての利用が最も古いと考えられている。香りの心身への影響も知られ、精油を用いた治療も古くからおこなわれた。ギリシャ・ローマの医学が伝わったアラビア圏では医学・錬金術が発達し、精油や芳香蒸留水（ハイドロゾル）が治療に使われた。12世紀にアラビアからヨーロッパに医学・錬金術が伝わり、蒸留技術が普及すると、精油が広く医療に利用され、アルコールの蒸留技術が確立し蒸留酒が広まると香料植物・ハーブを使ったリキュール（薬用酒）が流行し、のちに香水として利用された。20世紀に入ってから、精油を用いた治療がアロマテラピーと名づけられた。また日本には、精油を蒸留する蒸留器「らんびき」が16世紀半ば江戸時代には伝来しており、蘭方医学で精油が治療に使われていた。アロマテラピーという言葉が日本へ紹介されたのは1980年代で、「イギリスからの自然派美容マッサージ」という形で導入された。

### 古代
香料植物の利用は古代にさかのぼり、香りの心身への影響も知られ、精油を用いた治療も古くからおこなわれた。人類は洋の東西を問わず、植物の芳香を祭祀・儀礼・治療・美容に用いてきた。香料が初めて記録に登場するのは紀元前3000年ごろの古代メソポタミアで、香料が神に捧げられていた。また、花やスパイスの香りを油に移すために使用したと考えられる土器も発見されている。
エジプトで乳香（フランキンセンス）などの香料植物が祭祀、美容、医療に大いに利用され、没薬（ミルラ）はミイラ作り用いられたことで知られる。上流階級の間では、身体に香をたいたり、香膏が利用され、ツタンカーメン王の墓からは、アラバスタ―製の香油壺が発見されている。
エジプトの香料文化の影響を受けたギリシャでは、香料の調合・製造の技術が発達した。ローマでは香料文化はさらには繁栄し、香油、香膏（練香）、粉末や固形の香料が利用された。このころの香料の製法や医療における利用法は大プリニウス（22 / 23年 - 79年）『博物誌』やディオスコリデス（40年頃 - 90年）『薬物誌』に残された。『薬物誌』は、アラビア・ヨーロッパで1500年以上薬学の最も権威あるテキストとして利用された。
古代インドでも、香料は宗教儀式で重要な役割を果たし、ジャスミンはバラモン教の経典に神聖な花として記されている。古代中国では、香料植物は香薬・香辛料として利用され、『神農本草経』にも多くの芳香性生薬が記録されている。仏教が伝来してからは、麝香・沈香などが薫香・線香などの焚香料や塗香としても使われ、6世紀になると仏教とともに日本に香文化が伝えられた。
精油を用いた治療も古くからおこなわれ、紀元前3000年頃にメソポタミア地域で使われた考古学的な証拠があり、蒸留用の抽出瓶は、薬剤師や香料製造者が利用したと考えられている。メソポタミアの医書によると、テレピンノキからとったテレピン油が傷薬として使われていた。
このように、香料植物や精油は古代から利用され、世界の各地域で独自に発展し、近代医学が発達する以前の人間の健康を助けた。今でもそれらは、伝統医学や民間療法として受け継がれている。

### アラビア錬金術と水蒸気蒸留法

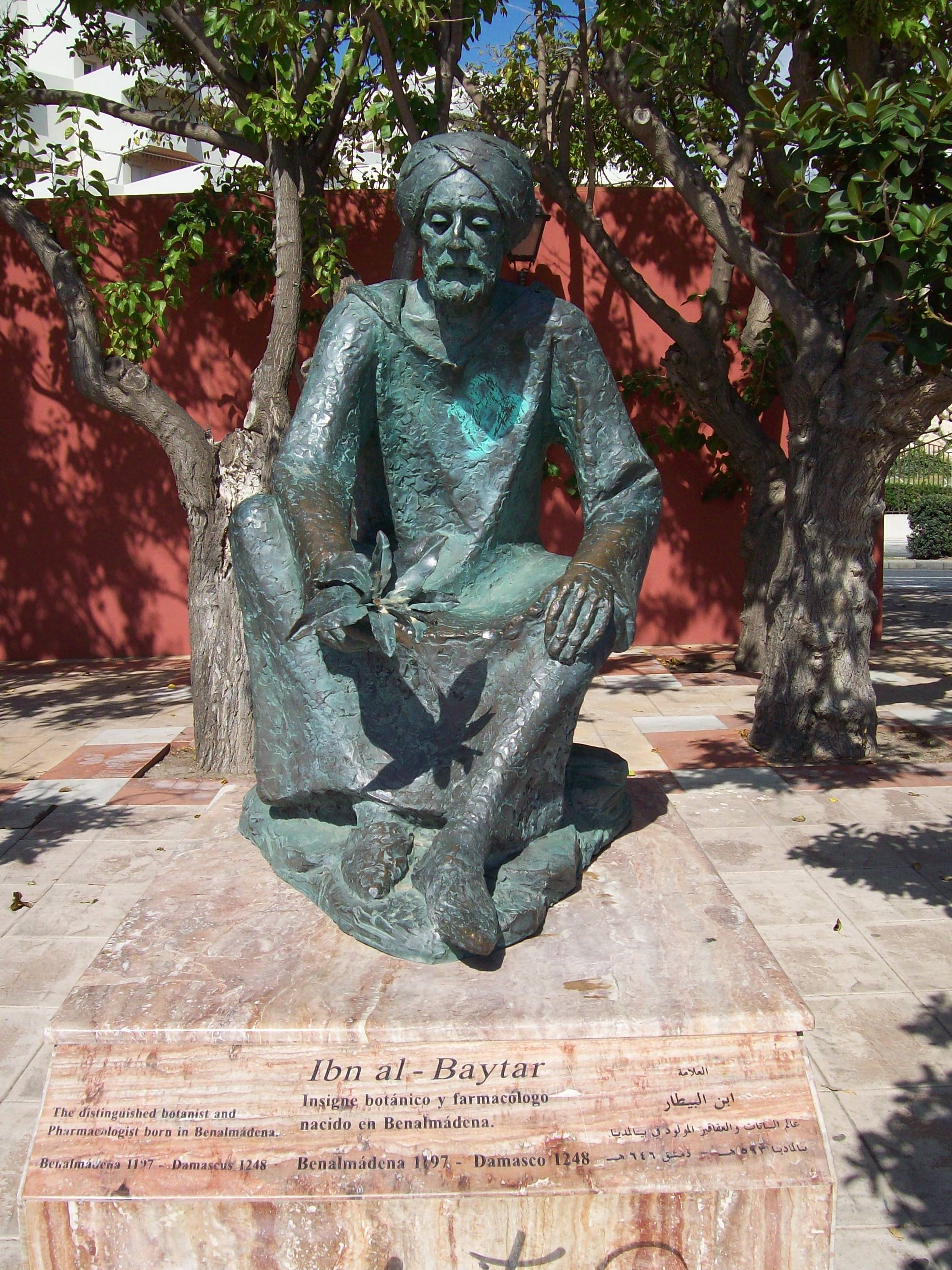
イブン・アルバイタールの彫像。スペイン・アンダルシア地方、マラガ

ヒポクラテスに代表される古代ギリシャの医学は、ローマ時代にガレノスによってまとめられた。蒸留技術は、1世紀のアレキサンドリアの錬金術師たちによって改良され、古代ローマでは動物性油脂に精油成分を溶かし込んだ軟膏なども用いられた。
イスラーム圏ではギリシャ・ローマの医学をベースにユナニ医学が発達し、錬金術の発展で化学が進歩した。中世イスラーム世界の錬金術と化学では、抽出・蒸留・発酵などの手法が薬物製造に結び付けられ、薬学はひとつの科学としての基礎を持った。陶器、ガラスの製造も高度な技術が発展し、蒸留など薬物製造に用いる器具が作られた。イスラーム圏の錬金術師・薬剤師たちによって、香気成分抽出法のひとつである水蒸気蒸留法が確立されたといわれ、蒸留装置アレンビックの考案・改良者として哲学者・錬金術師ジャービル・イブン＝ハイヤーン（721年? - 815年?）の名が知られるが、この装置は「らんびき」の名で日本まで伝わっている。（アロマテラピーや香水の書籍には、イブン・スィーナー（980年頃-1037年頃、ラテン語名アヴィセンナ）が水蒸気蒸留法を確立したとするものもあるが、水蒸気蒸留によるバラ水（芳香蒸留水）の生産は彼が生きた時代以前から一大産業であった。蒸留の歴史において、水蒸気蒸留の発明者または装置の改良者としてイブン・スィーナーの名前が挙がることはない。）
アラビア圏では、芳香蒸留水（ハイドロゾル）や精油が製造され、治療に用いられた。医学の大家であるイブン・スィーナーの『医学典範』（al-Qānūn fī al-Ṭibb）には、バラ精油を用いた治療法が記されており、香油や香膏を使ったマッサージについても説明されている。
水蒸気蒸留法やその器具についての最も古い記述は、医師・薬剤師・植物学者・科学者であったイブン・アルバイタール（1188年 - 1248年）の『薬と栄養全書』（Kitab al-Jami fi al-Adwiya al-Mufrada）である。製造された精油は香料・香油として用いられたり、高価な薬に混ぜて使われた。またこの本には、バラ水やオレンジ水といった芳香蒸留水について、詳細な化学情報が説明されている。

### ヨーロッパにおける精油療法の発展

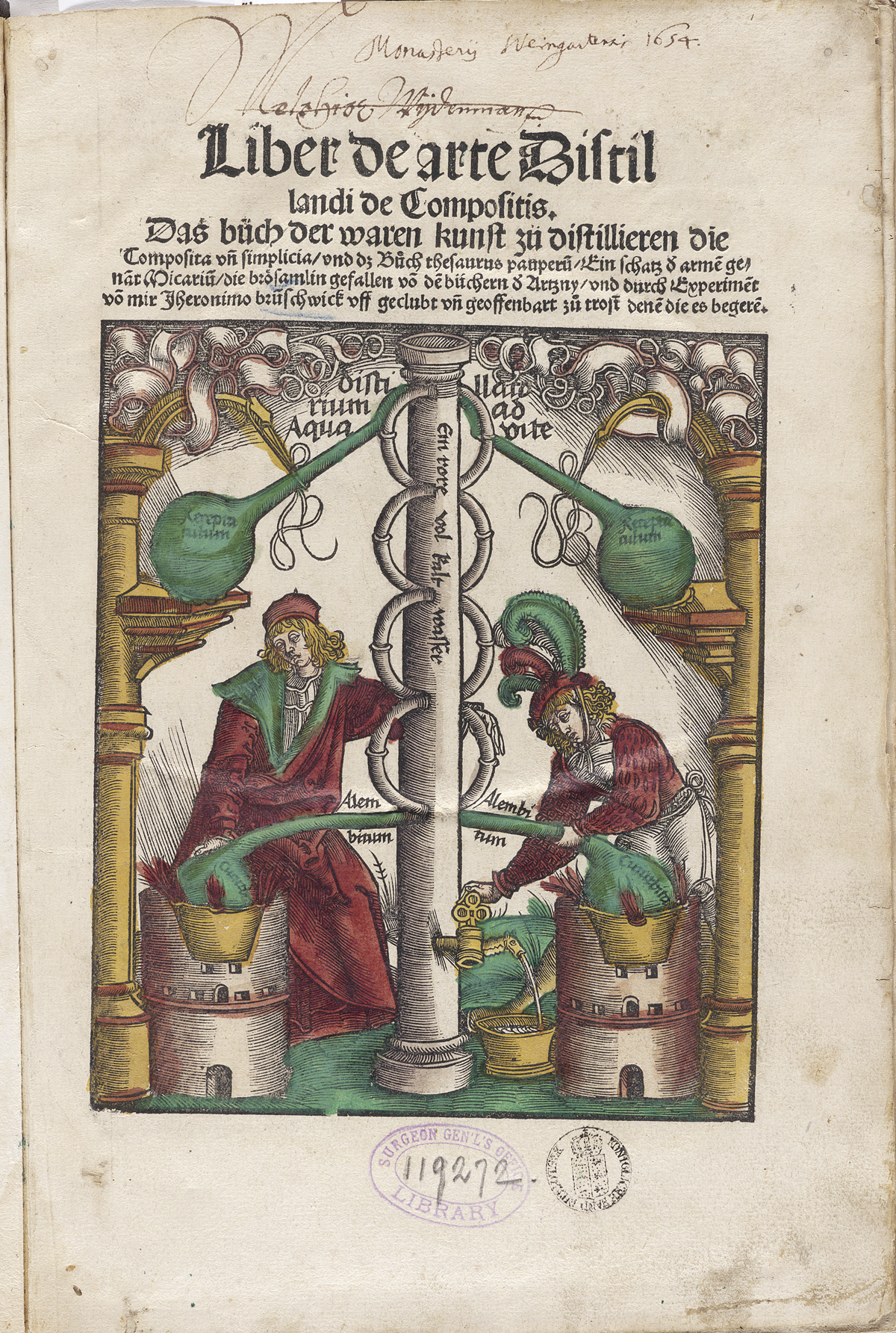
ヒエロニムス・ブランシュヴァイク『蒸留術の書』。中央にあるのは蒸留塔。

中世ヨーロッパでは、香料植物の栽培と利用はもっぱら修道院で行われ、アラビアから錬金術が伝来するまで、植物成分を水や植物油やワインに浸出して用いた。当時の西洋文化圏の最先端であるユナニ医学やアラビア錬金術は、十字軍によるアラビア侵略を契機に徐々にイタリア、スペインなどヨーロッパに伝わっていった。（キリスト教における香油の利用については「病者の塗油」（終油の秘蹟）、儀式での香りの利用は「振り香炉」などの記事を参照のこと。）
アラビアの錬金術は、12世紀にはヨーロッパに伝わった。蒸留術はヨーロッパでさらに改良されたようであり、蒸留液が効果的に冷却できるようになった。13世紀になると、貴金属の製造を目的とするものと、パラケルスス（1493年|1494年 - 1541年）に代表される医学的な錬金術に分かれた。医学的な錬金術では、蒸留などの化学操作によって、自然物に含まれる第五精髄（クインタ・エッセンティア(quinta essentia)、第五元素、エーテル）の抽出が目指され、パラケルススは医化学の祖と呼ばれる。
こうして蒸留技術は医療面で広く求められるようになり、ルネサンス時代には多くの蒸留書が書かれた。ドイツの外科医ヒエロニムス・ブランシュヴァイク（1450年 - 1512年）『蒸留術の書』（または『蒸留小書』、Liber de arte distillandi simplicia et composita、1500年）がよく知られている。この本では、蒸留法や器具、蒸留物の保存法、原料となる植物や蒸留水の効能について説明された。第2版には、精油療法の理論的な背景として、マルシリオ・フィチーノ（1433年 - 1499年）が健康と長命について語った『生について』（De Vita、1489年）ドイツ語訳が収録された。この本は、聖職者や一部の貴族だけが修得したラテン語ではなく、一般の読み書きに使われたドイツ語で書かれており、外科医（床屋外科医）や薬剤師、薬種商（薬の材料を扱う商人）など知識層以外の人々にも広く読まれた。（外科医や薬剤師は徒弟に入って修行する一種の職人であり、商人である薬種商と共に知識階級ではなかった。）17世紀初頭まで50版以上出版された。
精油は病気の予防や治療に広く使われ、14世紀に繰り返し流行したペストの治療にも用いられた。（ペストは当時のヨーロッパ人口の3分の1から3分の2を死亡させた。）ルネサンス期フランスの医師・占星術師であったノストラダムス（1503年 - 1566年）は、ペスト患者の舌下にバラ精油を含む丸薬を置いて治療を行ったと記録されている。

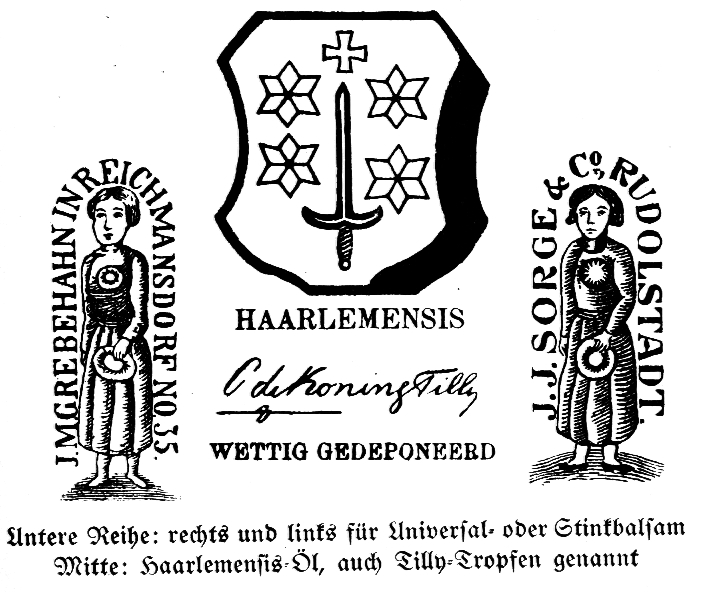
Olitatenのボトルのラベル

蒸留技術の一般化で精油の生産量が増大し、14世紀頃にはヨーロッパ全域でハーブ栽培が一般化した。これにより、中流家庭にも簡単な蒸留器が導入され、自家製の芳香蒸留水などが作られるようになった。15世紀にはいると、イタリアで様々な薬用リキュールがつくられるようになり、1480年には、医学の町として知られるイタリアの都市サレルノで、精油成分を含むリキュールが薬として生産された。ハーブ製品や精油、リキュールが生産され、各地に運ばれ販売された。
幼年教育の祖フリードリヒ・フレーベルの故郷として知られるドイツ・テューリンゲン地方の森にあるオーベルヴァイスバッハはハーブ薬、精油・香膏などの香油（ドイツ語:Olitaten、英語：perfumed oils）、チンキ剤、石けんなどのハーブ製品の産地として何世紀にもわたって知られていた。原料となる植物を採取する森のエリアは各家庭に受け継がれ、ハーブ薬を販売するルートも父から息子に受け継がれた。彼らは精油などのハーブ製品をヨーロッパ中に売り歩き、Buckelapotheker （英語:Rucksack Pharmacists、リュックサックの薬屋）と呼ばれた。

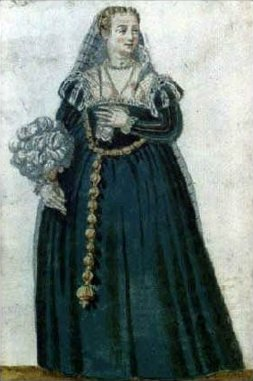
ポマンダーを身につけたヴェネチアの貴婦人

ペストの薬としても重宝されたリキュールなど良い香りのするアルコール水は、のちに香水として利用されるようになった。ラベンダー水やハンガリー水（ローズマリー水）が香水の原型といわれる。中世西ヨーロッパの医学では、病気の原因は瘴気（ミアスマ、悪い空気）であると考えられた。そのため、人々はペストなどの病気を防ぐために、ハーブやスパイスの成分を溶かし込んだ香水を付け、スパイスを焚いて街を消毒し、ポマンダー（香り玉）や香りの強い花束を持ち歩いた。強い匂いが瘴気を防ぐと考えられたため、これらを入手できない貧しい人々は、臭い靴下やタールを塗ったロープなどで代用した。ルネサンス期（14世紀）の蒸留技術の発達で、イタリアでは香水の製造技術は急速に進歩し、地中海沿岸地域のイタリア・フランス南部では、王侯貴族や富裕層の間で香水が流行した。18世紀の終わりには、フランスのグラースが香水の生産地として栄えた。リキュールなど良い香りのするアルコール水（香水）は、外用、内服用として19世紀まで治療に使われていた。1810年にナポレオン条例によってフランス国内で販売される香水の成分を明記することが義務付けられると、製造業者の大半が成分を明らかにすることを嫌ったため、医薬用を除いて国内市場から締め出され、香りを楽しむ香水と衛生の領域に分かれていった。

### 医化学の発展と精油療法の衰退

クマリンの化学構造

19世紀にはいると合成香料が誕生し、徐々に工業生産されるようになった。1876年にウィリアム・パーキンがクマリンの合成に成功し、1882年にフランスのウビガン (Houbigant) 社がクマリンを使って香水「フジェール・ロワイヤル 」(Fougere Royale)を発表した。この香水は高く評価され、人工香料による香水の製造が本格的に始まった。オットー・ヴァラッハ（1847年 - 1931年。ノーベル化学賞受賞）、アウグスト・ケクレ （1829年 - 1896年）、レオポルト・ルジチカ(1887年 - 1976年、ノーベル化学賞受賞）らの研究で、多くの人工香料を安価に製造できるようになり、高級品であった香水は一般に普及した。
1804年には、ドイツの薬剤師フリードリヒ・ゼルチュルナー（1783年 - 1841年）によって、初めて阿片から有効成分モルヒネが分離、抽出された。これによって薬用植物の有効成分が化学物質であることがわかり、以降植物から薬効成分だけを抽出する研究が進み、薬剤として用いられるようになった。
こうした化学・近代医学の発展で、天然香料のみを使った自然香水や、精油を用いるヨーロッパの伝統医学（医療錬金術、錬金術的医学）は下火になっていった。

### 「アロマテラピー」と精油療法の再評価
20世紀初頭、精油を医療に利用し、その薬理作用を科学的に解明しようという試みが始まった。1901年には、イギリスの病院で精油が治療に使われた。イタリアでも、GattiやCajola、Paolo Rovestiなどの医師が精油の抗菌力の研究を行い、フランスでも精油の効能が化学的に研究された。

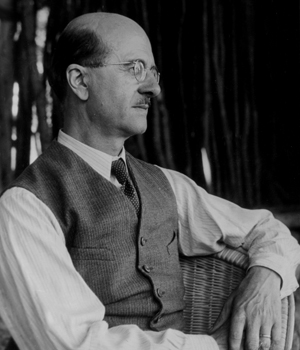
ルネ・モーリス・ガットフォセ

#### フランス
南フランスのプロヴァンス地方の調香師・香料の研究者であったルネ＝モーリス・ガットフォセ（1881年-1950年）は、精油を使った治療に興味を持ち、友人医師らと共に精油の薬理効果の研究を始めた。ガットフォセは精油を使った医療を「アロマテラピー」と命名し、自身の研究や友人医師の報告をまとめ、「アロマテラピー」という造語をタイトルとし、Aromatherapie - les huiles essentielles hormones vegetales （アロマテラピー、芳香療法。1937年）を刊行した。ガットフォセが用いた精油は、調香師だったためテルペンレス加工がされた精油であり、合成香料の使用にも肯定的だった。フランスではモンシェール医学博士や薬剤師セブランジュが精油を活用し、アロマテラピーの発展に貢献した。アロマテラピーは数年の間医師たちに注目され、第一次世界大戦では戦場でティーツリー油やラベンダー油が利用されたが、抗生物質の一般化などで忘れられてしまった。

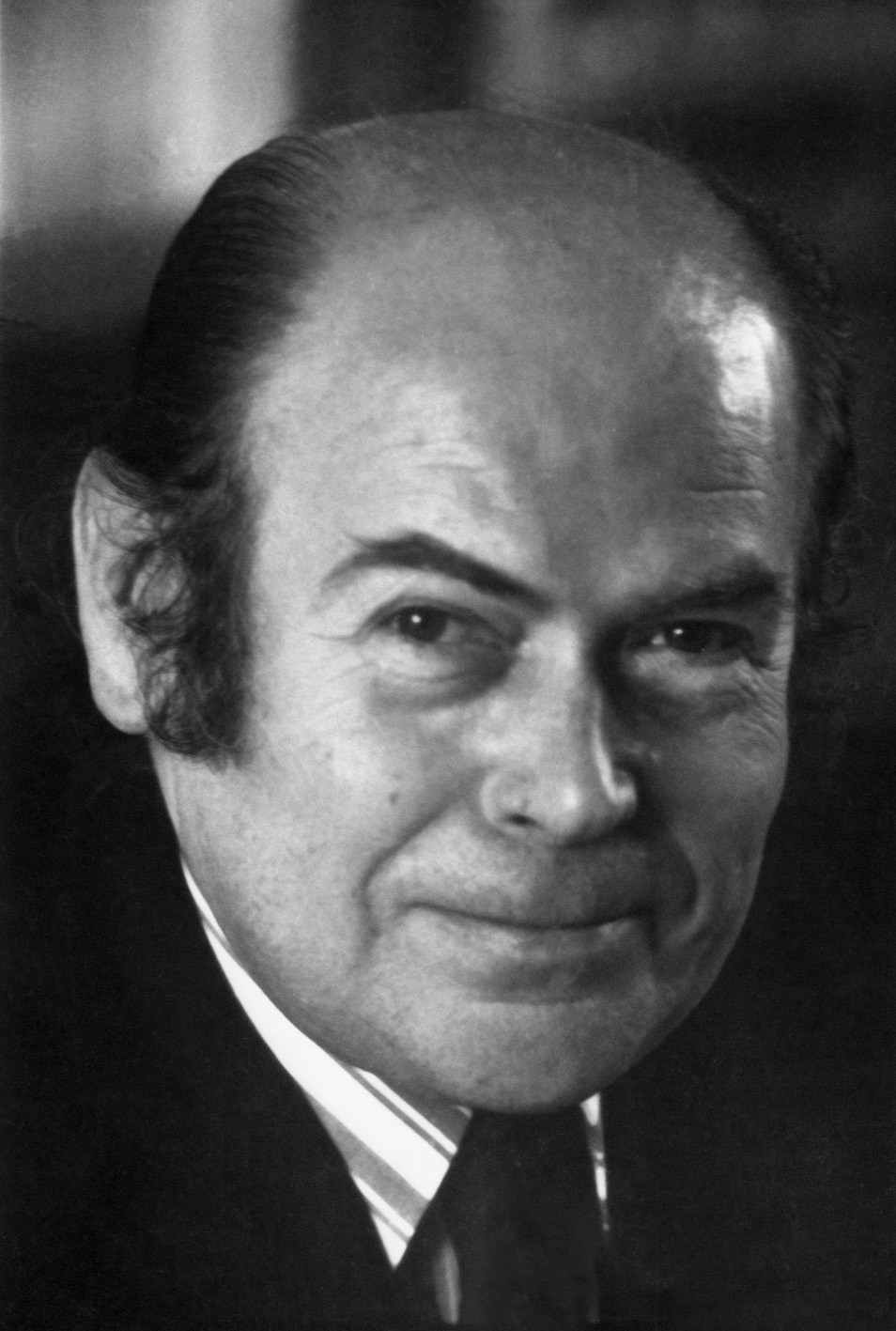
ジャン・バルネ

フランスの医学博士ジャン・バルネ (1920年-1995年)は、第二次世界大戦とインドシナ戦争に従軍した際に、負傷者に精油を使った医療を実践して功績をあげ、軍籍をはなれた後も民間の病院でアロマテラピーを行った。1964年に『ジャン・バルネ博士の植物＝芳香療法』（原題L'Aromatherapie ou Aromatherapie, Traitement des maladies par les essences des plantes、多くの版が存在する）を著し、アロマテラピーを再び有名にした。
現在フランスでは、「アロマテラピスト」を名乗ることができるのは医師のみであり、患者が希望すれば精油を処方する医師も一部存在する。精油は保険対象外であるため、アロマテラピーは病院ではほとんど行われていない。精油は薬局で処方箋なしで購入することができ、伝統的な家庭薬として利用されている。フランスのアロマテラピーでは、芳香物質の薬理効果が重視され、香りはほとんど度外視される。香水の本場であるためか、精油がリラックスや香りを楽しむ目的で使われることも少なく、精油を使ったアロママッサージもほとんど行われない。香りを利用した療法としては、精油の香り（芳香）によって精神疾患や神経系疾患を治療するための療法があり、オルファクトテラピー（嗅覚療法）と呼ばれている。
また、香りの記号学的な機能は、イギリスでは活用されているが、フランスのアロマテラピーには見られない。

#### イギリス
外科医助手で刺鍼術の専門医と結婚したマルグリット・モーリー（本名マルガレーテ・ケーニヒ、オーストリア生まれ、1895年 - 1968年）は、フランスのシャバーヌ博士の"Les Grandes Possibilites par les Matieres Odoriferantes " （芳香物質の大きな可能性、1835年）やルネ＝モーリス・ガットフォセの『芳香療法』（1937年）といった書籍に影響を受け、アロマテラピーを主に美容方面に活用できる技術、若返り療法として研究した。アロマテラピーを、美容や食事療法を含む健康法として発展させ、インド伝統医学のアーユルヴェーダ、中国の最古の医学書の一つ『黄帝内経』、それらの影響を受けているチベット医学（19世紀にはロシア経由で知られるようになっていた）も取り入れた。シャウマン・ヴェルナーは、「神秘的なアジアに対するアロマセラピストの憧れも、ヒッピーに代表される1960年代の脱社会主義の名残であろう。」と指摘している。モーリーのアロマテラピー・マッサージは、精油を植物油で希釈して行うオイル・マッサージで、バレエ・リュスなどの芸術運動の影響を受け、感覚を通じた陶酔感・充足感を重視した。パリ・スイス・イギリスにクリニックを開いて美容法として顧客にアロマテラピーを施術し、生徒を育成した。美容や健康、アロマテラピーについて『青春という資本』（原題Le Capital "Jeunesse"、1961年。邦題：生命と若さの秘密―マルグリット・モーリーのアロマテラピー）にまとめ、これは後に英訳された評判となった。モーリーの生徒たちは、イギリスなど各地で活躍した。
アロマテラピーは、1960年代に始まる欧米のニューエイジ運動の中で、アーユルヴェーダや東洋医学と共に注目された。ヒッピーだったロバート・ティスランドは、『アロマテラピー―〈芳香療法〉の理論と実際』（原題The Art of Aromatherapy、1977年）で、「芳香療法の基本原理」は、「神秘的な生命力、陰・陽、有機食」で、その概念を説明するモットー「自然の法則は健康の法則である。この法則に則して生きるものは病むことが決してない。この法則に従うものは、体のあらゆる部分の平衡を保ち、それにより真の調和を確保する。調和は健康であり、不調和は病気である。」は、アメリカ人のリバイ・ドーリングがイエス・キリストの人生の知られていない17年間をアカシック・レコードを霊視して手記として記したという『宝瓶宮福音書』（アクエリアン・ゴスペル）から取られている。ティスランドは精油の紹介の際、学名、科学的な医学・製薬学のデータと共に、陰・陽と支配星を挙げている。神秘思想を持ったヨーロッパの伝統的な本草学や製薬学からも、多く引用が行われている。この本は、英語ではモーリーの著作の英訳を除けば、初のアロマテラピーの著書で、世界的なアロマテラピーブームの嚆矢となった。ティスランドは1987年にアロマセラピスト養成学校を設立している。1990年代には多くの国でアロマセラピスが登場し、一般向けの入門書が出版されるようになった。ヴェルナーは、アロマセラピストの多くは女性で、アロマテラピー関係の本は、リラクセーション、美容、インテリアが主で、セラピスト自身の宣伝も大きな目的のようであると述べている。

#### ドイツ
ドイツでは自然療法がさかんで、ハイルプラクティカー（自然療法士）という国家資格が存在する。アロマテラピーは自然療法の一環として行われ、方法は精油の吸入が中心である。

#### 中近東・西アジア
中近東・西アジアは、アロマテラピー発祥の地の一つであると言える。ユナニ医学が受け継がれる地域では、現在でも精油を使った治療が盛んに実践されている。

#### 日本

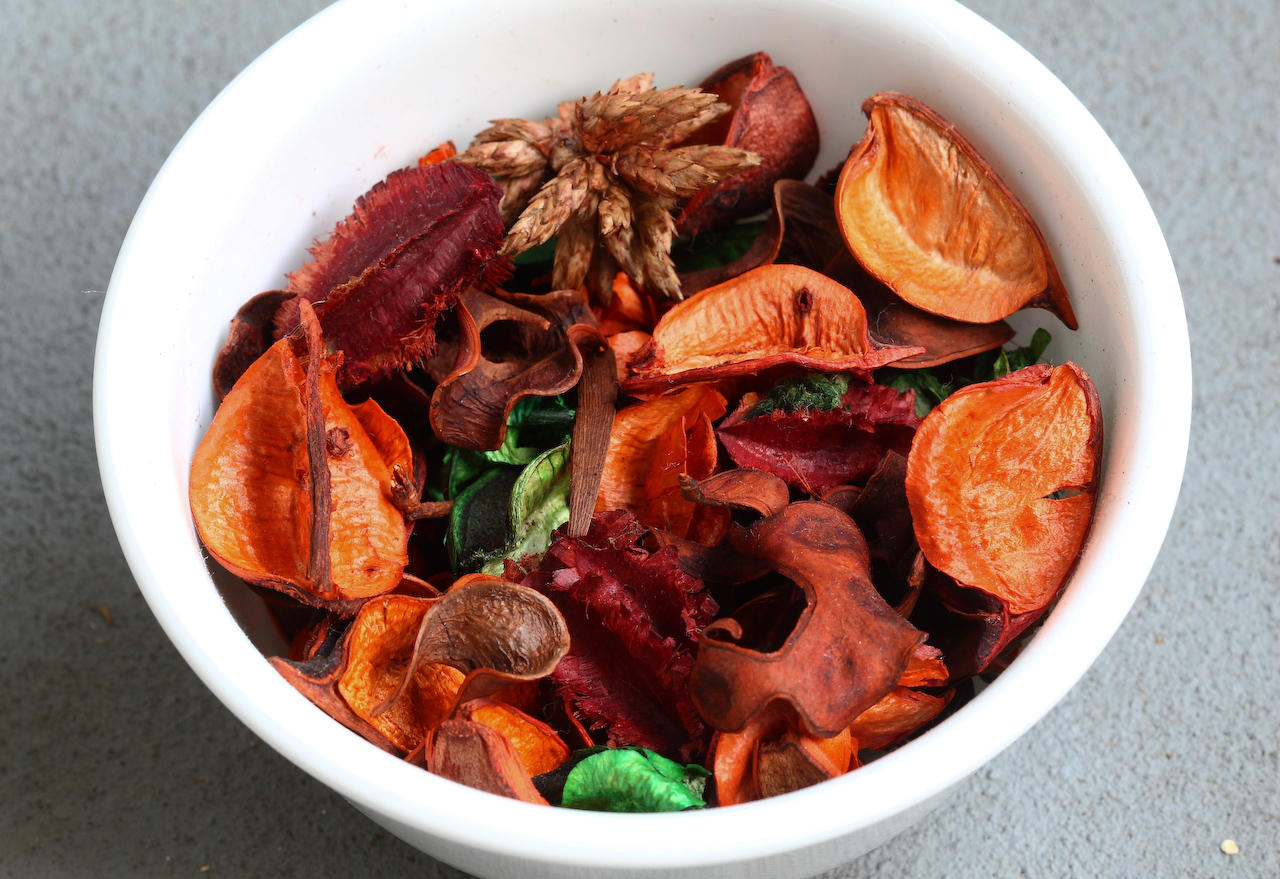
ポプリ

江戸から昭和中期
ヨーロッパでは精油を使った治療が行われていたため、日本に西洋医学が伝わった際に、解剖学などと共に精油を使った治療法が伝来した。江戸幕府が東インド会社に、ガラス製蒸留装置の輸入や蒸留技術者の派遣を依頼した記録が残っており、蒸留小屋が設置され（場所はおそらく出島と推測されている）、日本人に高度な蒸留技術が伝承された。精油や芳香蒸留水が蘭方（西洋医学）で盛んに用いられ、ハーブや香辛料の情報、精油の効能や利用法が翻訳されて伝えられた。明治時代には、北海道北見のニホンハッカや富良野のラベンダー、楠から採れる樟脳油など、香料植物を栽培し精油を輸出していたが、合成香料や輸入自由化による海外の廉価品の影響などで、日本の精油生産は廃れてしまった。
1970年代から阪神大震災
村岡花子が翻訳した『赤毛のアン』などの児童文学を通して、欧米文化に魅了された熊井明子が、1970年代に日本にポプリを紹介し、徐々に雑誌などに取り上げられるようになった。1980年代初頭、重永忠（現「生活の木」代表取締役）が、毎回ポプリ作りのシーンがある少女マンガを企画し、原作：佐和みずえ、作画：佐藤まり子『あこがれ♥二重唱』が「なかよし」に連載され（1980年10月号から1981年3月号）、小学生やその親たちの間でポプリが流行した。また、国鉄のカレンダーやドラマ『北の国から』で富良野のラベンダー畑が紹介され話題になり、これらをきっかけに、ハーブやポプリが日本で広く知られるようになった。アロマテラピーという言葉が紹介されたのは1980年代で、「イギリスからの自然派美容マッサージ」という形で導入された。これに伴い、イギリスのロバート・ティスランド（『アロマテラピー〈芳香療法の理論と実際〉』フレグランスジャーナル社、1985年）やフランスのジャン・バルネ（『ジャン・バルネ博士の植物‐芳香療法』フレグランスジャーナル社、1988年）などの専門書が、高山林太郎の翻訳で出版された。1980年代にはリラクセーションビジネスが注目を集め、80年代半ばになると、海外でアロママッサージ（精油を植物油で希釈したマッサージ油を使用した全身マッサージ）などを学んだ者たちが国内で実践を始め、アロママッサージを施す女性向けサロンなどが登場した。また、日本にアロマテラピーが広く知られるようになったきっかけとして、1995年の阪神・淡路大震災後にボランティアとしてハンドマッサージなどを行ったアロマテラピー関係者がいたことや、震災後に「癒し」が注目され、アロマテラピーと癒しが結び付けられたことがあるとも言われている。
現在の潮流と「メディカル・アロマセラピー」
現在の日本のアロマテラピーには、病院で補完・代替医療として行われるもの（医療系、フランス系）と、エステサロンやマッサージ店で行われるもの（美容系、イギリス系）がある。精油は雑品として販売され簡単に購入できることから、家庭や職場でも気軽に用いられており、専門家と一般市民の二極化の傾向にある。日本には最初、イギリスで行われていた美容マッサージが導入され、アロマテラピーの医学的な発展は遅れた。美容系のアロマテラピーは、アロマセラピストやエステティシャンによって施術され、アロママッサージが中心である。施術者のほとんどは医療資格を持たないため、その行為は医療とは区別され、心身のリラックスやスキンケアを目的とする。また、アロマテラピーが広く知られるようになり、精油の入手が容易になったため、個人での実践も増えている。近年では国内でも精油への科学的アプローチも以前より進み、補完・代替医療としてアロマテラピーに関心を寄せる医療関係者も以前より増えている。1997年には、臨床医を中心に組織された医療従事者の全国的な研究団体・日本アロマセラピー学会（英：Japanese Society of Aromatherapy、略称：JSA）が設立された。医学中央雑誌の看護分野の原著論文では、1996年までアロマテラピーに関するは論文はなかったが、1997年から論文数が増加し始めた。しかし、漢方などのメジャーな補完・代替医療に比べ研究者や臨床研究は少ない。また日本では 保険診療と保険外診療の併用（混合診療）は原則として禁止されているため、元々保険適用外である出産を含む産婦人科などを除き、医療の現場ではほとんど行われていない。病室の環境改善や作業療法として、また介護の現場や終末医療で利用されることがある。
民間での人気と資格ブーム
日本では、精油の香りを楽しんだり、美容法、リラクセーション法としてのアロマテラピーは、民間で広く普及しており、女性を中心に高い人気がある。アロマテラピーの公的な資格は存在しないが、民間団体や個人等が自由に設定でき、独自の審査基準を設けて任意で与える民間資格が多数存在する。趣味やエステ、マッサージの仕事のために、民間の資格を取得する人が増えている。資格を与える最大手の団体・日本アロマ環境協会は、5万8千人の個人会員を持ち、資格試験の実施だけで年に4億円近い収益を上げている（平成25年度）。多くのアロマテラピーの民間資格が作られ、資格の授与やセミナーの開催などの資格商法が行われている。教室も増えており、内容は「アロママッサージ」、「アロマを使った手作りコスメ」、「アロマセラピスト育成」、「アロマクラフト」など細分化している。科学的に証明されていない効能や、歴史的根拠のない言い伝えを事実として教えるなど、問題視される民間資格、講座もある。
日本薬局方
日本において精油は、薬効・効果が認められたウイキョウ油、オレンジ油、ケイヒ油、チョウジ油、テレピン油、ハッカ油、ユーカリ油が日本薬局方に収載されており、医薬品として扱われる。これらの精油を含むものは医薬品とみなされるが、含有する濃度が低い場合、化粧品への配合が許されるときがある。日本薬局方に収載されたもの以外で、化粧品の範疇にも入らず医薬品的効能も謳わない精油は、高濃度の芳香成分・薬効成分を含むにもかかわらず雑品扱いであり、販売・輸入に規制は存在しない。ただ輸入に関しては、近年危険ドラッグをアロマ商品に偽装した取引の摘発があり、監視が厳しくなっている。
精油に対するアレルギー
日本ではアロマブームや精油のマイクロカプセル化技術の確立で、精油が様々な面で多用されており、その結果精油に対するアレルギーが増加している。名古屋大学医学部環境皮膚科学講座の杉浦真理子らは、12年間に1000人以上の患者を対象に、化粧品の接触性皮膚炎に関する調査を行った。このパッチテストの陽性率第1位はラベンダー油で、6.57%と突出して多かった。

## アロマテラピーに使われる精油
| 精油名（五十音順） | 材料植物の通称                                                     | 学名                                                    | 科         | 抽出部位         | 一般的な抽出方法         |
| ------------------ | ------------------------------------------------------------------ | ------------------------------------------------------- | ---------- | ---------------- | ------------------------ |
| ウイキョウ油       | スターアニス(和名・トウシキミ、ダイウイキョウ、八角）              | Illicium verum                                          | シキミ科   | 果実             | 水蒸気蒸留法             |
| ウイキョウ油       | フェンネル(和名・ウイキョウ、ショウウイキョウ）                    | Foeniculum vulgare Mill.                                | セリ科     | 種子             | 水蒸気蒸留法             |
| オレンジ油         | オレンジ（和名：アマダイダイ）、ウンシュウミカンなどミカン属の植物 | Citrus sinensis、Citrus unshiu                          | ミカン科   | 果皮             | 圧搾法                   |
| クラリセージ油     | クラリセージ（和名：オニサルビア）                                 | Salvia sclarea L.                                       | シソ科     | 花付き全草       | 水蒸気蒸留法             |
| ケイヒ油           | ケイ(生薬の桂皮を採る木）                                          | Cinnamomum cassia Blume                                 | クスノキ科 | 葉付き小枝       | 水蒸気蒸留法             |
| ケイヒ油           | シナモン(和名・セイロンニッケイ）                                  | Cinnamomum zeylanicum Nees（Lauraceae）                 | クスノキ科 | 樹皮             | 水蒸気蒸留法             |
| タイム油           | タイム（和名・タチジャコウソウ ）                                  | Thymus vulgaris L.                                      | シソ科     | 花付き全草       | 水蒸気蒸留法             |
| チョウジ油         | クローブ（和名・チョウジ）                                         | Eugenia caryophyllata Thunb                             | フトモモ科 | 花蕾             | 水蒸気蒸留法             |
| ティーツリー油     | ティーツリー、ティートリー                                         | Melaleuca alternifolia Cheel                            | フトモモ科 | 葉付き小枝       | 水蒸気蒸留法             |
| ペパーミント油     | ペパーミント(和名・セイヨウハッカ）                                | Mentha piperita L.                                      | シソ科     | 花穂付き全草     | 水蒸気蒸留法             |
| マジョラム油       | マジョラム（和名・マヨラナ）                                       | Origanum majorana L.                                    | シソ科     | 花穂付き全草     | 水蒸気蒸留法             |
| ユーカリ油         | ユーカリプタス(和名・ユーカリ）                                    | Eucalyptus globulus, Labill.、Eucalyptus radiata Sieber | フトモモ科 | 葉               | 水蒸気蒸留法             |
| ラベンダー油       | コモン・ラベンダーなどラヴァンデュラ属の植物                       | Lavandula angustifolia                                  | シソ科     | 先端部分および花 | 水蒸気蒸留法             |
| レモン油           | レモン                                                             | Citrus Limonum Risso                                    | ミカン科   | 果皮             | 圧搾法                   |
| バラ油             | ダマスク・ローズ、 ケンティフォリア・ローズなどバラ属の植物        | Rosa × damascena、Rosa × centifolia                     | バラ科     | 花               | 水蒸気蒸留法、溶剤抽出法 |
| ローズマリー油     | ローズマリー（和名・マンネンロウ)                                  | Rosmarinus officinalis L.                               | シソ科     | 花付き全草       | 水蒸気蒸留法             |

他様々な精油が用いられる。